# Thomisus sorajaii
Thomisus sorajaii är en spindelart som beskrevs av C.C. Basu 1963. Thomisus sorajaii ingår i släktet Thomisus och familjen krabbspindlar. Inga underarter finns listade i Catalogue of Life.